# Dichapetalum platyphyllum
Dichapetalum platyphyllum är en tvåhjärtbladig växtart som beskrevs av Merrill. Dichapetalum platyphyllum ingår i släktet Dichapetalum och familjen Dichapetalaceae. Inga underarter finns listade i Catalogue of Life.